# HP 3000

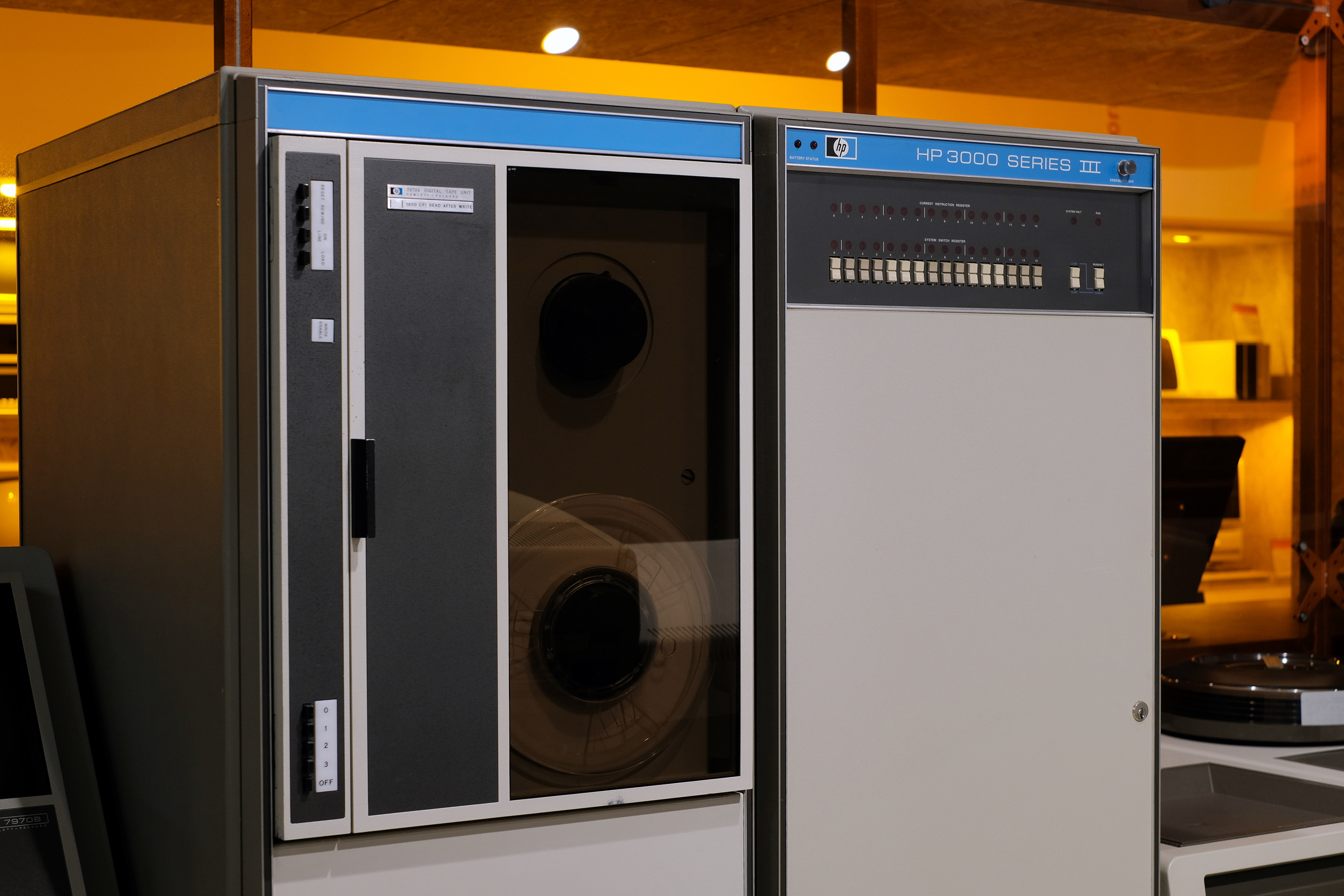
HP 3000 Series III (1978)

De HP 3000-serie is een familie van 16 bits- en 32 bits-minicomputers van Hewlett-Packard. Het systeem werd ontworpen als de eerste minicomputer met volledige ondersteuning voor timesharing in de hardware en in het besturingssysteem, functies die in die tijd grotendeels beperkt waren tot mainframes of die achteraf toegevoegd waren aan bestaande systemen zoals Digitals PDP-11, waarop Unix was geïmplementeerd. De HP 3000-serie werd geïntroduceerd in 1972, de laatste modellen bereikten het einde van hun levensduur in 2010, waardoor het een van de langstlevende machines van zijn generatie was.

## Geschiedenis
De originele HP 3000-hardware werd in 1973 van de markt gehaald om prestatieproblemen en OS-stabiliteit aan te pakken. Na de herintroductie in 1974 werd het een betrouwbaar en krachtig systeem, dat door vele bedrijven gebruikt werd als vervanger van hun eerdere IBM-mainframes. Hewlett-Packards oorspronkelijke naamgeving verwees naar de computer als System/3000, later werd de de naam gewijzigd in HP 3000.
De HP 3000 gebruikte aanvankelijk een 16-bit CISC stack machine-processorarchitectuur, eerst geïmplementeerd met transistor-transistorlogica en later met silicon-on-sapphire-chips, te beginnen met de Series 33 in 1979. Begin jaren 80 begon HP met de ontwikkeling van een nieuwe RISC-processor, die uitgroeide tot het PA-RISC-platform. De HP 3000 CPU werd opnieuw geïmplementeerd als een emulator die draaide op PA-RISC en een opnieuw gecompileerde versie van het MPE-besturingssysteem. De op RISC gebaseerde systemen stonden bekend als de "XL"-serie, terwijl de eerdere CISC-modellen met terugwerkende kracht de "Classic"-serie werden. De twee werden gedurende een korte periode samen verkocht, maar de XL-serie nam het in 1988 grotendeels over. Identieke machines die HP-UX draaiden in plaats van MPE-XL stonden bekend als de HP 9000.
HP hernoemde de computer later naar de HP e3000 om de compatibiliteit van het systeem met internet en webgebruik te benadrukken. HP kondigde aanvankelijk aan dat de systemen in 2006 het einde van hun levensduur zouden bereiken, maar verlengde dat een aantal keer tot 2010. De systemen worden niet langer gebouwd of ondersteund door HP, hoewel onafhankelijke bedrijven wel nog ondersteuning bieden.